# Alen Vitasović
Alen Vitasović, hrvaški pevec popularne glasbe; * 5. julij 1968, Pulj.
V svoji glasbeni karieri je ustvaril več uspešnic, kot so »Jenu noć«, »Ne moren bež nje«, »Ja ne gren«, »Niš mi se ne da?«. V številnih pesmih prepeva o svojem istrskem okolju ter ustvarja predvsem v lokalnem čakavskem narečju.

## Glasbena kariera
Vitasović se je z glasbo srečal že v otroštvu. Pri petih letih se je že učil igrati harmoniko, pri dvanajstih letih (leta 1980) pa je že ustanovil skupino, kasneje pa se pridružil skupini, ki je nastopala zlasti v turističnih krajih po Istri. V skupinah je nastopal kot glavni pevec, klaviaturist in saksofonist. Po zaključku glasbene šole v Pulju, kjer je obiskoval oddelek za klavir in saksofon, je še naprej nastopal v glasbenih skupinah na Hrvaškem, v Sloveniji in drugod po tujini. V začetku 90-ih, ko je bil zaposlen na Radiu HR Pula, je začel sodelovati z Liviom Morosinom. Leta 1993 je izdal prvo skladbo, nastopal po celotni Hrvaški in si ustvaril ime kot samostojni izvajalec.
Vitasović je nadaljeval z uspešno kariero, zmagoval na številnih festivalih po Hrvaški (v Splitu, Zadru, Pulju, Vodicah in na Korčuli) ter prejel več nagrad. Leta 1995 so ga nominirali za pet hrvaških glasbenih nagrad porin. Leta 1997 ga je hrvaški predsednik za njegov doprinos k hrvaški glasbi in kulturi odlikoval z redom hrvaške zvezde danice.
Sodeloval je s številnimi glasbeniki, med drugim s Crveno jabuko, Harijem Rončevićem, Liso Hunt in Markom Perkovićem.
Leta 2024 je s hrvaškim pevcem Limo Lenom izdal pesem »Brajde«, ki je hitro postala uspešnica tudi v Sloveniji. Skladba je v dobrih treh tednih na YouTubu zbrala že več kot 1,6 milijona ogledov.

## Zasebno
Iz več kot 20-letnega zakona z bivšo ženo ima sina Ivana in hčer Mijo. Leta 2022 se je drugič poročil.
Javno je spregovoril o svojih preteklih težavah z alkoholizmom, zaradi česar je bil tudi na zdravljenju.

## Diskografija

### Albumi
- 1994 – Gušti su gušti
- 1995 – Svi festivali
- 1997 – Come va?
- 2000 – Ja ne gren
- 2003 – Grih
- 2003 – Tone i pretelji

### Singli
| »Da se ne zatare«                                                                                        | 2020 | —  | Singli niso izšli na albumu. |
| »Oštarije su mi zaprli«                                                                                  | 2020 | 22 | Singli niso izšli na albumu. |
| »Dopri oči« (z Marcom Grabberjem, Ivanom Arnoldom in Liviom Morosinim)                                   | 2023 | —  | Singli niso izšli na albumu. |
| »Tone livi« (z Marcom Grabberjem in Ivanom Arnoldom)                                                     | 2023 | —  | Singli niso izšli na albumu. |
| »On ni doša«                                                                                             | 2023 | —  | Singli niso izšli na albumu. |
| "—" označuje single, ki se niso uvrstili na glasbene lestvice oziroma niso bili izdani v dotični državi. |      |    |                              |